# Les Quais de la Tamise
Les Quais de la Tamise est un tableau réalisé par le peintre français André Derain en 1906-1907. Cette huile sur toile fauve représente l'animation sur un quai de la Tamise. Partie d'une série de vues de Londres peintes sur commande pour Ambroise Vollard, elle est aujourd'hui conservée au musée national d'Art moderne, à Paris.